# Colobocarpos nanus
Colobocarpos nanus là một loài thực vật có hoa trong họ Đại kích. Loài này được (Gagnep.) Esser & Welzen mô tả khoa học đầu tiên năm 2001.